# Bros (banda británica)
Bros (/brɒs/) es una banda inglesa formada en 1986 en Camberley, Surrey. La banda originalmente estaba formada por los hermanos gemelos Matt y Luke Goss, y su amigo Craig Logan, que asistía a la escuela Collingwood en Camberley. La banda estaba dirigida por el ex manager de Pet Shop Boys, Tom Watkins. Lograron éxito en las listas y una gran base de fans adolescentes en 1988 con canciones como "When Will I Be Famous?" y "I Owe You Nothing". A principios del año siguiente, Logan dejó la banda y los gemelos Goss continuaron como dúo. Después de dos álbumes más, la banda se separó en 1992.
Se estima que Bros vendió 16 millones de discos en todo el mundo. En 2017, los gemelos Goss se reunieron para realizar dos fechas como Bros en el O2 Arena de Londres.

## Historia

### Primeros años
Luke Goss y Matt Goss (nacidos el 29 de septiembre de 1968 en Lewisham, Londres)se habían establecido en Camberley, Surrey, después de que sus padres se separaran y su madre encontrase un nuevo novio, quien le compró a Luke una batería electrónica y a Matt un saxofón, notando su interés por la música. Los gemelos asistieron a Collingwood College,donde se convirtieron en parte de una banda llamada Blue. En la escuela conocieron a Craig Logan (nacido el 22 de abril de 1969en Kirkcaldy, Fife, Escocia)que tocaba el bajo en otra banda de la escuela, Stillbrook. Logan recordó que los hermanos Goss fueron a su casa una noche para decirle que se habían separado de su banda y le pidieron a Logan que se uniera a ellos en un nuevo grupo. Logan estuvo de acuerdo y el trío analizó una variedad de nombres para el grupo antes de decidirse por Goss.
El grupo llamó la atención de Bob Herbert, que tenía la ambición de entrar en el negocio de la música como manager; el hijo de Herbert, Chris, era compañero de clase del trío en Collingwood. Herbert permitió que el grupo practicara en su casa de verano y les pagó para grabar demos, pero no pudo firmarles un contrato porque tenían menos de 18 años.
Durante este período, Goss conoció a Nicky Graham, compositor y productor. Graham estaba trabajando y escribiendo canciones con el manager musical Tom Watkins, y sugirió que Watkins conociera al grupo. Aunque no estaba impresionado ni con su apariencia ni con su música, Watkins se dio cuenta de que podía convertir al grupo en una banda de chicos para el mercado de chicas adolescentes, con Graham y Watkins escribiendo las canciones para ellos. Goss se separó de Herbert y firmó un contrato con Watkins y su sociedad gestora tan pronto como cumplieron 18 años. Watkins cambió el nombre de la banda a Bros, y él y Graham escribieron las canciones del grupo bajo el seudónimo de "The Brothers", para crear la impresión de que los hermanos Goss habían escrito las canciones ellos mismos.

### Éxito
El sencillo debut de Bros, I Owe You Nothing, fue lanzado en agosto de 1987, pero sólo alcanzó el puesto 80 en la lista de sencillos del Reino Unido. Sin embargo, su gran avance se produjo con el lanzamiento de su segundo sencillo, When Will I Be Famous?, en noviembre de 1987. La canción alcanzó el número dos en el Reino Unidoy el número uno en Irlanda.La canción también alcanzó el top diez en otros 10 países de Europa y Australia, y alcanzó el puesto número 10 en la lista Billboard Hot Dance Club Play de Estados Unidos.
Bros siguió el éxito de When Will I Be Famous? con su tercer sencillo, Drop the Boy. Al igual que su predecesor, también alcanzó el puesto número dos en el Reino Unido y fue certificado Plata por la BPI; y en el número uno en Irlanda,además de alcanzar el top ten en Australia, Nueva Zelanda, Noruega, Suiza y Alemania Occidental.
Bros lanzó su álbum debut Push el 28 de marzo de 1988. Push entró en la lista de álbumes del Reino Unido en el número dos. Aunque nunca alcanzó el número uno, el álbum finalmente fue certificado cuádruple platino en el Reino Unido,así como doble platino en Australia, platino en Nueva Zelanda,y oro en Francia,Alemania, Españay Suiza. Cherry Pop Records reeditó una edición de lujo de 3 CD de Push en 2013 para su 25 aniversario, con pistas extra.
Bros reeditó una versión remezclada de I Owe You Nothing como sencillo en junio de 1988, que se convirtió en su único sencillo número uno en el Reino Unido. La canción alcanzó el puesto número dos en Irlanday entre los diez primeros en otros ocho países de todo el mundo, además de darles su segundo éxito entre los diez primeros en la lista Billboard Hot Dance Club Play. Se lanzaron dos sencillos más de Push, I Quit en septiembre de 1988, que entró en las listas del Reino Unido en el número cuatro,y Cat Among the Pigeons, que se lanzó en noviembre de 1988 como una doble cara A con una versión del villancico "Silent Night" y entró en las listas del Reino Unido en el número dos.
Su primera gira por el Reino Unido, conocida como Bros Push Live, agotó las entradas para 14 espectáculos, una hora después de que las entradas salieran a la venta. Debido a la demanda, se agregaron fechas adicionales.
La popularidad del grupo fue denominada "Brosmania" por la prensa musical, y sus seguidores adolescentes eran conocidos como "Brosettes". En septiembre de 1988, la Policía Metropolitana tuvo que cerrar parte de Oxford Street en el centro de Londres, cuando un número abrumador de fans acudió a una firma de discos de la banda en la tienda insignia de la cadena HMV. Bros tenía más de seis millones de fans en todo el mundo que se unieron al club de fans de la banda, conocido como Bros Front. Con tanta demanda de productos y fanáticos que querían hablar con sus ídolos, se instaló una línea telefónica y 70.000 fanáticos utilizaron el servicio durante el primer mes.
Logan dejó la banda a principios de 1989, debido a varios ataques de enfermedad, incluido el síndrome de fatiga crónica,y al hecho de que ya no podía caminar y estaba siendo asistido dentro y fuera del escenario. Logan estuvo ingresado en el hospital durante seis semanas y, una vez dado de alta, pasó otros seis meses de rehabilitación para aprender a caminar nuevamente. Logan decidió que la presión del estrellato ya no era para él y les dijo a Matt y Luke que estaba pensando en dejar la banda. Apareció con los hermanos en la fiesta de ganadores de la encuesta Smash Hits de 1988; esta fue su última aparición como miembro de Bros. Apareció en el programa de televisión Wogan de la BBC1 discutiendo por qué había dejado la banda. Durante la entrevista, Logan habló sobre las acciones legales que tomó contra la gerencia de Bros por regalías impagas, pero confirmó que dejó la banda debido a una enfermedad.
Bros continuó como dúo, con Matt Goss y Luke Goss continuando con la gira mundial, con entradas agotadas, titulada The Global Push, donde la banda tocó para fans en Australia, Japón, Europa continental y el Reino Unido.
Después de un breve descanso para recuperarse de su Global Push Tour, Bros regresó al estudio de grabación y lanzó su segundo álbum, The Time. El álbum fue lanzado el 16 de octubre de 1989 y alcanzó el número 4 en la lista de álbumes del Reino Unido. Bros lanzó varias pistas del álbum como sencillos, incluidos Too Much, Chocolate Box, Madly in Love y Sister.
Bros hizo un concierto único, Bros in 2 Summer, que fue visto por más de 77.000 fans en el Estadio de Wembley en agosto de 1989. Los "teloneros" para el espectáculo fueron Salt-N-Pepa y Debbie Gibson.
En 1991, Bros lanzó su tercer y último álbum, Changing Faces, antes de que la banda se separara en 1992. Lanzaron dos temas del álbum: Are You Mine?, que alcanzó el puesto 12 en el Reino Unido, y Try, que llegó a número 27. El álbum no fue muy publicitado y entró en la lista en el puesto 18.
Bros logró once sencillos entre los 40 primeros y tres álbumes entre los 20 primeros en el Reino Unido. En todo el mundo, se estima que el grupo ha vendido 16 millones de discos. La banda nunca tuvo éxito comercial en los EE. UU., donde siguen siendo relativamente desconocidos.

## Carreras después de Bros
Matt Goss comenzó una carrera en solitario durante la década de 1990, disfrutando del éxito en las listas con los sencillos The Key y If You Were Here Tonight, y tuvo su propia residencia en Las Vegas en The Palms, Caesars Palace y The Mirage.
Luke Goss se mudó a los Estados Unidos y se convirtió en actor de cine, apareciendo en películas de Hollywood como Blade II y Hellboy II: The Golden Army. Protagonizó la película británica Interview with a Hitman en 2012 y lanzó su debut como director, Your Move, en 2018.
Craig Logan se convirtió en compositor y luego en manager de artistas luego de su salida de la banda en 1989. En ese momento estaba en una relación con la cantante Kim Appleby y coescribió muchas de sus canciones en solitario. De 2006 a 2010 fue director de RCA Records en el Reino Unido, antes de lanzar su propia empresa de gestión.

## Reunión
El 1 de julio de 2008, el cantante Matt Goss le dijo a BBC News que había hablado con los otros miembros de la banda y que en principio habían acordado reformarse, sintiendo que él y sus compañeros de banda "finalmente están en un lugar" donde podrían reunirse. Sin embargo, su hermano Luke negó cualquier plan de participar en una reunión. El 14 de septiembre de 2010, Matt Goss declaró que la banda no se reuniría en un futuro próximo, diciendo que el momento había pasado.

## Discografía
- 1988: Push
- 1989: The Time
- 1991: Changing Faces